# Кренгельс

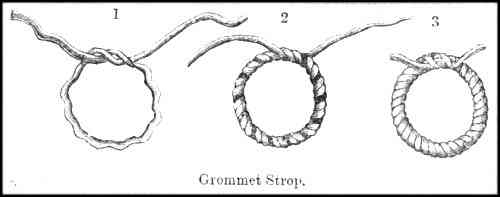
Кренгельс-строп

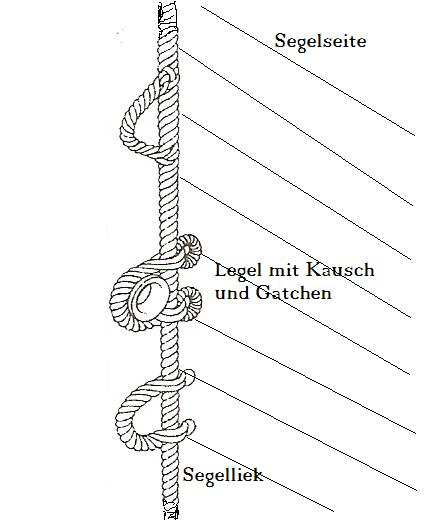
Кренгельси (один з коушем) і ліктрос

Кре́нгельс (англ. cringles, множина від cringle) — кільце з пасом троса, що використовується в шкаторинах вітрил і служить для закладання снастей (шкотів і галсів). Через риф-кренгельси проводять кінці штик-болтів, за допомогою яких (у випадку великої ваги вітрила для їх вибирання застосовують риф-талі) при взятті рифів підтягують до реї бічні шкаторини вітрила. На вітрилі є ще кренгельси в нокових кутах для кріплення їх до ноків, кренгельси шпрюйтів чи анапутей булінів. Можуть виконуватися кількома способами.
Для виготовлення кренгельса беруть трос потрібної товщини і відвивають від него одне пасмо, зберігаючи його хвилясту форму. Пасмо пропускають через зроблені у вітрилі два розташовані поруч люверси, потім з нього звивають кільце (кренгельс-строп), обвиваючи пасмо стільки разів навколо, скільки пасом має трос. Обидва кінці пасма кріплять сплесенем.
Кренгельс може також виконуватися петлями («калишками») на ліктросі, які утворюють перед його пришиванням до вітрила.
Якщо кренгельс зазнає значних навантажень, його посилюють коушем. Для цього кренгельс розширюють дерев'яною швайкою до розмірів коуша і вставляють останній за допомогою мушкеля.
Кренгельс-стропи, тобто пасмові кільця зі сплесненими кінцями, поряд з вробленням у шкаторини вітрил, можуть мати й інше призначення. Вони заміняють звичайний строп на блоку, їх накладають на брам-стеньги під брам-такелаж. Також кренгельси з товстого троса застосовують замість кранців, а колись їх використовували замість пижів при заряджанні гармат.